# Head Music
Head Music este cel de-al patrulea album al formației britanice de rock alternativ, Suede, lansat pe 3 mai 1999.
Produs și mixat de Steve Osborne, Head Music beneficiază de un sunet cu tente electronice, diferit de albumele pe care le lansaseră până atunci. În timpul înregistrării albumului, formația s-a confruntat cu tot felul de dificultăți, precum dependența de crack a solistului Brett Anderson, și lupta clăparului Neil Codling cu sindromul cronic de epuizare. În ciuda acestor evenimente, și ajutat și de promovarea masivă de care a beneficiat, mai mare decât la oricare dintre materialele anterioare, albumul s-a clasat pe locul întâi în topurile britanice, generând însă opinii critice împărțite.